# Jensen Motors

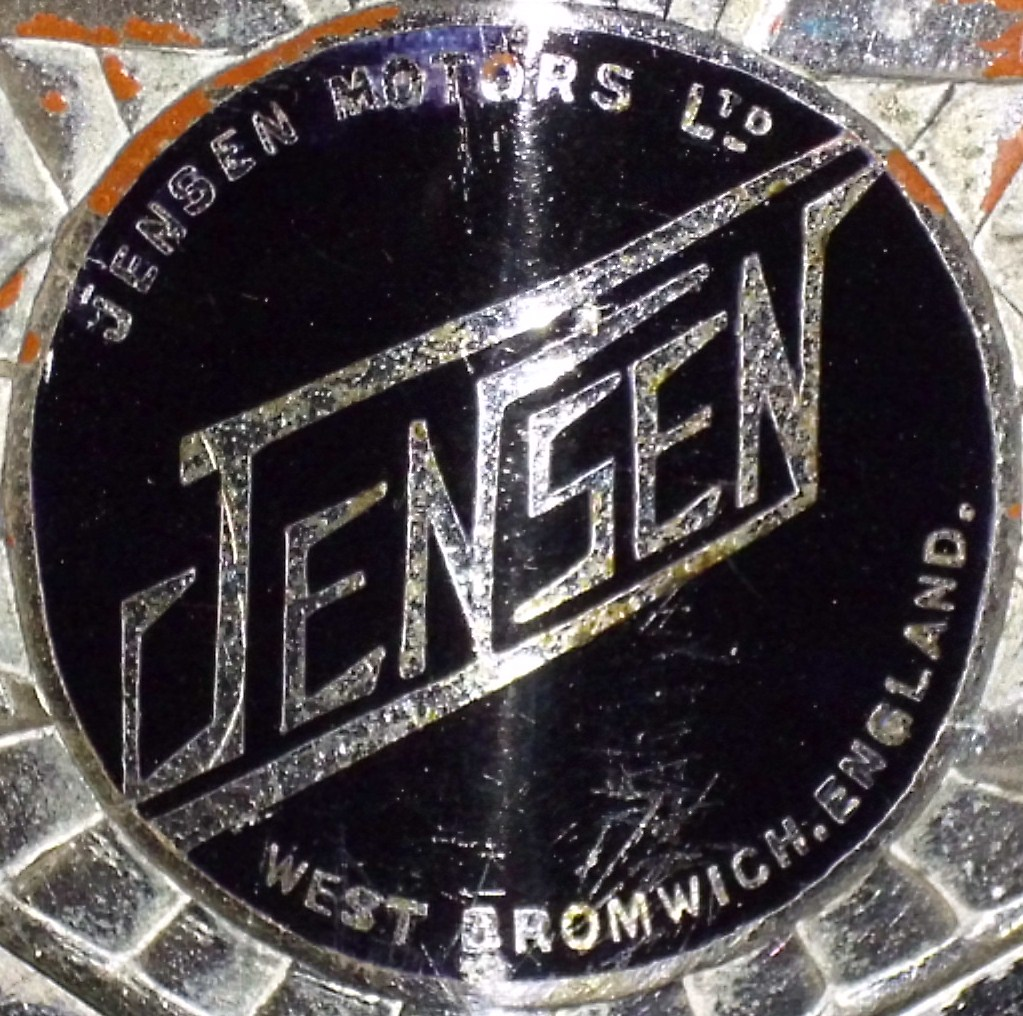
Emblem von 1950

Jensen Motors war ein Karosseriebauunternehmen und Automobilhersteller aus West Bromwich in Großbritannien, der von 1935 bis 1976 existierte. Das Nachfolgeunternehmen Jensen Parts and Service setzte die Produktion von Sportwagen von 1983 bis 1992 in sehr geringem Umfang fort.

## Geschichte

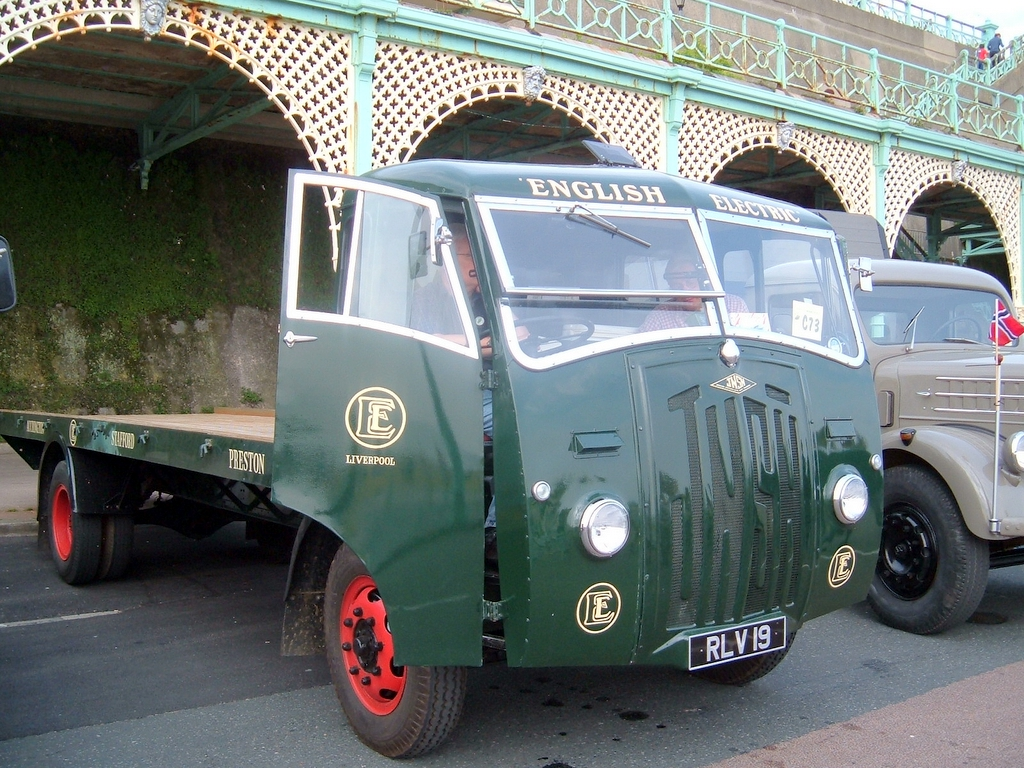
JNSN LKW-Karosserie von Jensen in den Farben des English-Electric-Konzerns (ca. 1938)

1927 bauten die Brüder Richard und Alan Jensen ihre erste eigene, sportliche Autokarosserie zum Eigengebrauch. Das Fahrgestell kam von einem Austin 7. Es folgte ab 1929 eine Serie ähnlicher Aufbauten für den Standard Avon, benannt nach dem ausführenden Karosseriewerk New Avon in Warwick. Mit dem Wolseley-Händler Patrick Motors aus Birmingham gingen sie 1930 eine Partnerschaft ein, die allerdings nur ein Jahr hielt. In dieser Zeit entstand mit dem Patrick-Jensen ein Sportwagen auf dem Fahrgestell des Wolseley Hornet.

### Gründung

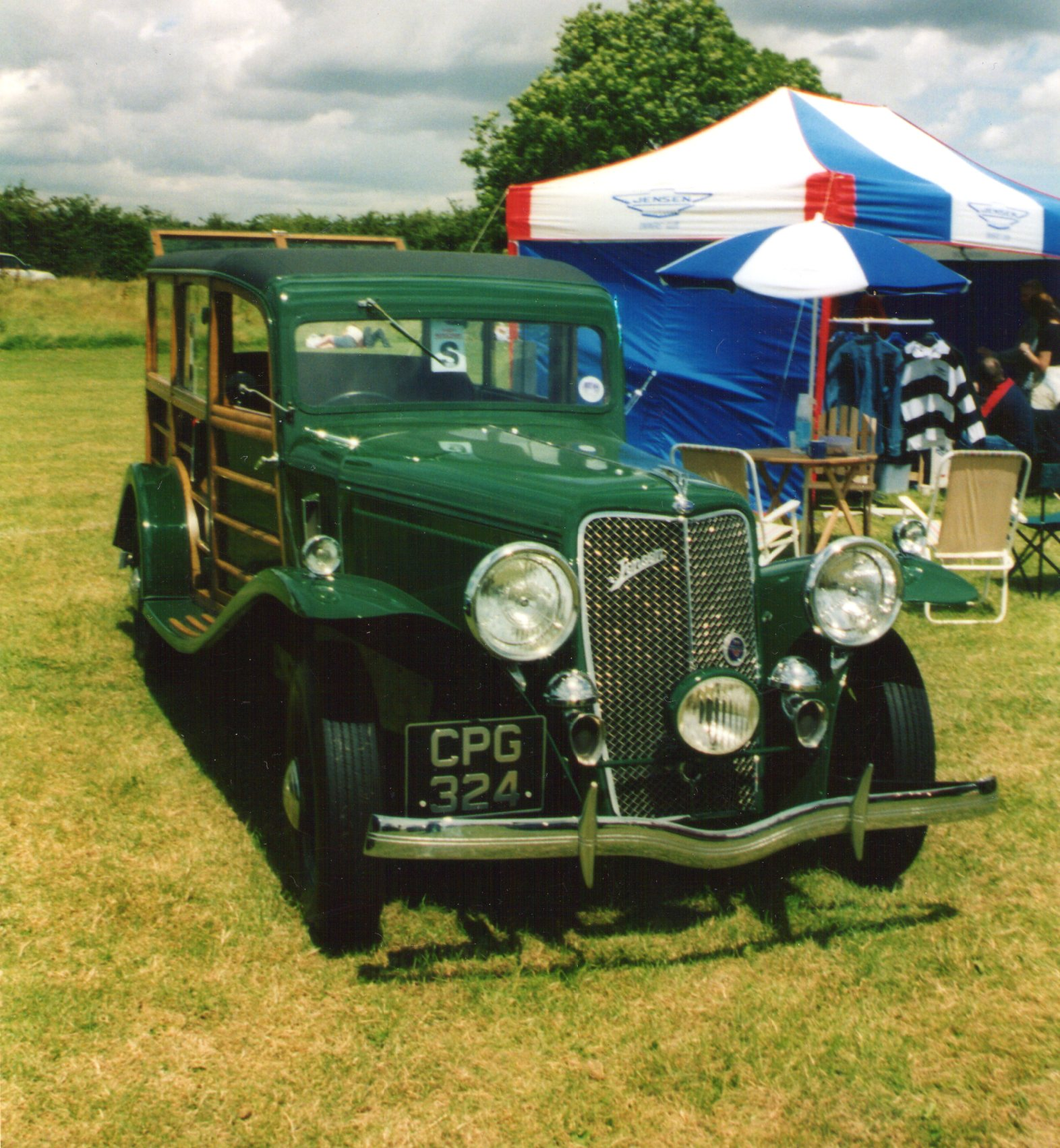
Jensen-Ford V8 Shooting Brake (ca. 1936)

1936 übernahmen die Brüder das Karosseriebauunternehmen W.J. Smiths & Sons ihres verstorbenen Arbeitgebers und benannten sie in Jensen Motors um. Der erste Entwurf war wiederum ein sportlicher Tourer auf dem Fahrgestell des Standard Avon. Der Entwurf gefiel den Verantwortlichen bei Standard, sodass weitere Exemplare folgten. Es wurden auch andere Fahrgestelle verwendet, so vom Wolseley Hornet oder dem US-amerikanischen Ford V8. Ein früher Entwurf auf dem Ford-Chassis war ein Einzelstück für den Schauspieler Clark Gable von dem 1936 im Auftrag von Edsel Ford einige Jensen-Ford abgeleitet wurden. In den Jahren bis zum Zweiten Weltkrieg baute Jensen für mehrere populäre Modelle sportliche, meist offene Karosserien in Kleinserie: Morris Minor, Eight, Ten und Twelve, Wolseley Fourteen und für Ford neben dem genannten V8 auch für den Eight und Ten. Zu dieser Zeit war Jensen einer der erfolgreichsten Karosseriehersteller Großbritanniens; zu seinen Konkurrenten gehörten Maltby’s sowie Thrupp & Maberly, wobei letzterer allerdings an den Rootes-Konzern gebunden war.
Einzelanfertigungen wurden auf Delage- und Star-Fahrgestellen ausgeführt. Außerdem baute Jensen für den Rennfahrer Ronald T. „Ronnie“ Horton eine Monoposto-Karosserie für einen Rennsportwagen auf der Basis des MG C-Type. Bei Jensen entstanden zu dieser Zeit auch eine Reihe Karosserien für Lkw und Busse.
Selbst nach dem Zweiten Weltkrieg entstanden noch Serienkarosserien für Dritte, so einige Lea-Francis 12 h.p „Woodie“-Kombis, der Austin A40 Sports (als kleineres Schwestermodell des technisch identischen Coupés Jensen Interceptor) und die Rohkarosserien für den Austin-Healey 3000.

### Eigene Autos

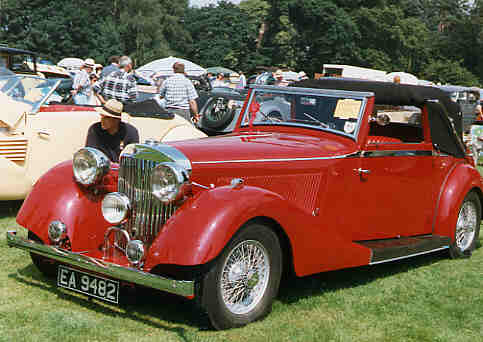
Jensen 3.5 Litre S-Type 3-position Drop Head Coupe (Cabriolet) von 1938

Daneben entstand auch eine geringe Anzahl an eigenen Fahrzeugen. Das erste nannten sie White Lady. Dieser Prototyp mit selber konstruiertem Chassis, dem seitengesteuerten Ford V8-Motor und Ford-Getriebe erhielt eine seriennahe, sehr elegante Tourer-Karosserie. Er existiert noch immer.
Angeboten wurde der erste Jensen 1936 schließlich mit einem leicht modifizierten Ford-Fahrgestell als 3.5 Litre (auch S-Type genannt nach dem ersten Buchstaben der Fahrgestellnummer). Er war als Drop-Head Coupe (Cabriolet), Open Tourer (offener, viertüriger Viersitzer mit vorderen ausgeschnittenen Türen und Windschutzscheibe auch für die Fond-Passagiere und Not-Verdeck) sowie als Continental Touring Saloon (Limousine) lieferbar. Ab 1937 kam ein 2.2 Litre mit der kleineren Version dieses V8 dazu. Ford nannte eine Leistung von 85 PS (63,4 kW) bei 3800/min für den größeren V8 (3622 cm³) und 60 PS (44,7 kW) bei 3500/min für die kleinere Ausgabe (2227 cm³).
1938 zeigte Jensen an der Earl's Court Automobilausstellung in London den etwas größeren 4 1/4 Litre H-Type. Das Ford-Fahrgestell wurde für dieses Modell noch einmal verstärkt und vorne verlängert um einen obengesteuerten Nash-Achtzylinder-Reihenmotor mit 4279 cm³, Doppelzündung und 120 PS (89,5 kW) bei 3500/min unterzubringen. Bis die Produktion kriegsbedingt zum Erliegen kam, wurden alle drei Modelle gebaut.

### Nach dem Zweiten Weltkrieg

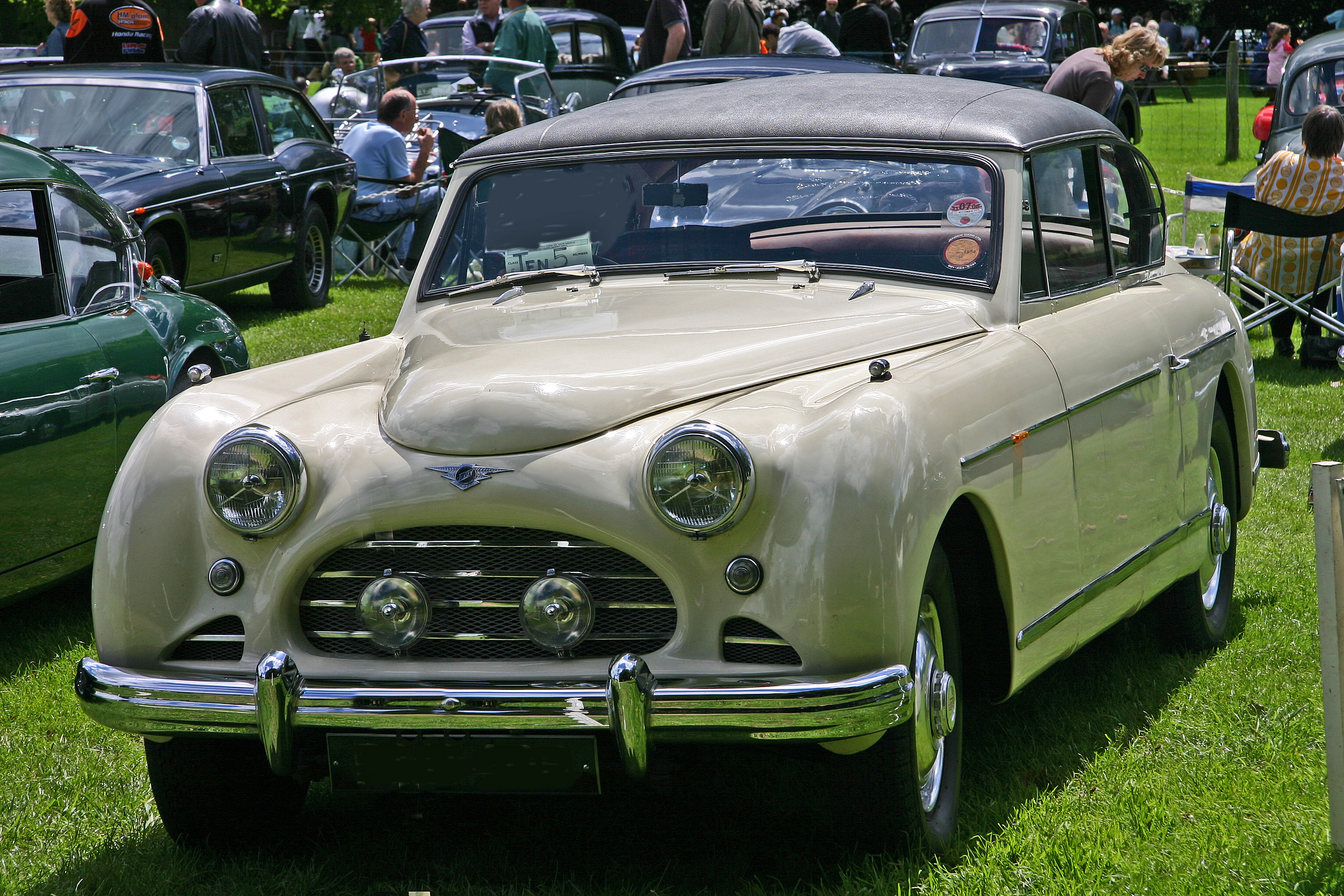
Der Jensen Interceptor von 1954, Schwestermodell des ebenfalls von Jensen gebauten Roadsters Austin A40 Sports mit ähnlichem Design.

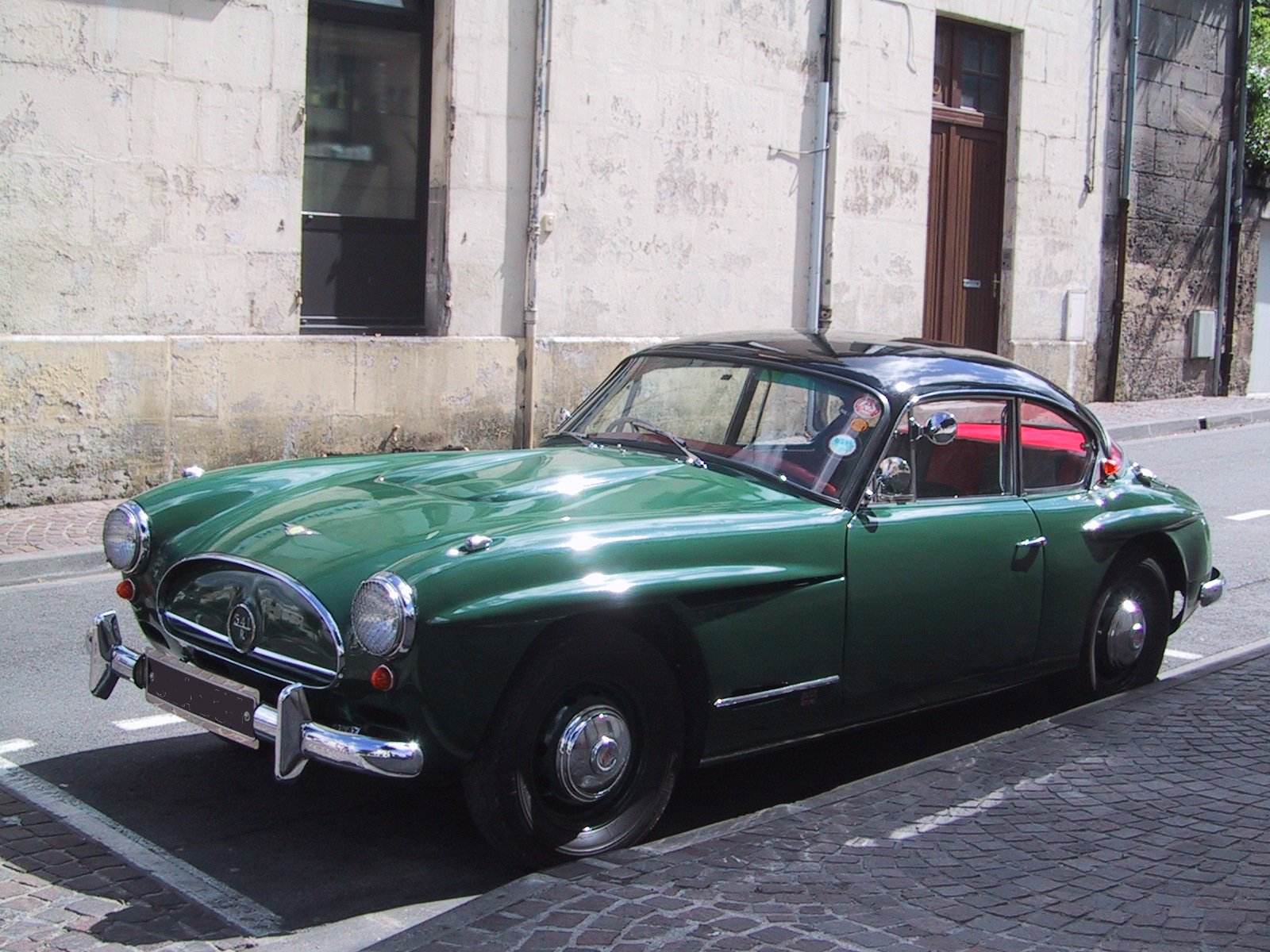
Der Jensen 541R von 1959. Von diesem Sportwagen wurden nur 193 Stück gebaut.

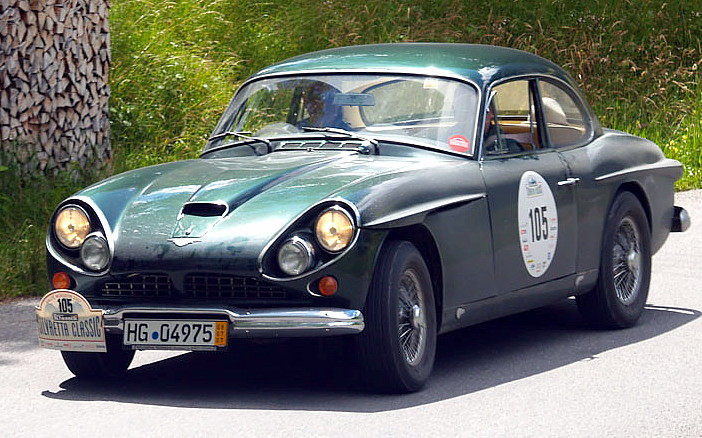
Jensen C-V8 MK II (1965)

1946 entstand der Jensen 4 Litre PW, von dem aber aufgrund des Rohstoffmangels nach dem Krieg nur wenige Exemplare gebaut wurden. Er war als Limousine und Cabriolet erhältlich. Angetrieben wurde er erst von einem Reihen-Achtzylindermotor von Meadows mit 3860 cm³ und 130 PS (97 kW) bei 4300/min. 1949 wurde er überarbeitet. Er erhielt einen etwas größeren Radstand, war aber wegen kleinerer Überhänge geringfügig kürzer. Neu verwendete Jensen den Austin Sechszylindermotor mit 3993 cm³ der auch im Austin A135 verwendet wurde Die Leistung blieb unverändert bei 130 PS, stand aber bereits bei 3700/min zur Verfügung. Er war der erste Sechszylinder der Marke und wurde auch in anderen Modellen verwendet.
Ein moderneres Coupé folgte 1950, das Jensen Interceptor genannt wurde, es wurde bis 1958 gebaut. Zur gleichen Zeit produzierte man bis 1953 den Austin A40 Sports, einen kleinen offenen Sportstourer, der das Design des Interceptor aufgriff. Jensen erhielt von Austin auch den Auftrag zum Bau der Karosserien für den Austin-Healey.
1955 startete mit dem Jensen 541 ein revolutionäres Konzept: Das Auto hatte eine Karosserie aus glasfaserverstärktem Kunststoff, einem Werkstoff, der leichter als Stahl ist und daher dem Auto ein relativ geringes Gewicht verlieh. Ebenso innovativ waren die Scheibenbremsen, die ab 1956 eingebaut wurden und zur damaligen Zeit bei Serienfahrzeugen noch nicht verbreitet waren.
1962 wurde der 541 durch den Jensen C-V8 ersetzt, der anstatt des bisherigen Sechszylinder-Reihenmotors von Austin mit einem 5,9-Liter-Achtzylinder-V-Motor von Chrysler motorisiert war. Später wurde dann ein Motor mit 6,3 Litern Hubraum verwendet. Das vergleichsweise leichte Auto wurde durch den mächtigen Motor zum schnellsten 4-Sitzer seiner Zeit, polarisierte jedoch mit seinem markant aggressiven Styling. In der fünfjährigen Produktionszeit verließen 500 Fahrzeuge das Werk in West Bromwich.

### Jensen Interceptor

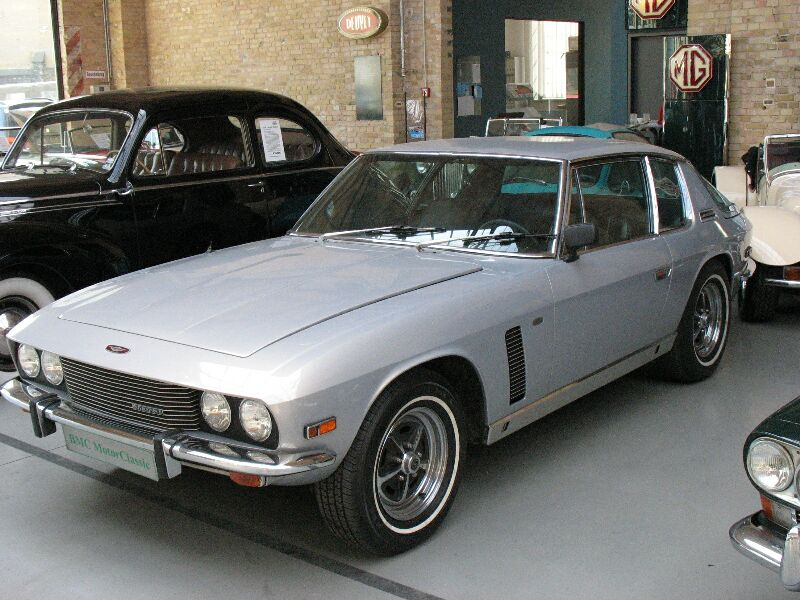
Der Jensen Interceptor II (1971)

1966 wurde der C-V8 durch ein Modell ersetzt, das neuerlich Jensen Interceptor hieß. Das Design kam von der italienischen Firma Carrozzeria Touring, die Karosserien, die jetzt wieder aus Stahl waren, wurden anfänglich ebenfalls in Italien, bei Vignale, später bei Jensen selbst gefertigt. Als Motor diente anfangs derselbe 6,3-Liter-Chrysler-Motor wie im C-V8. Ab Ende 1971 wurden schließlich Motoren mit 7,2 Litern Hubraum verbaut.

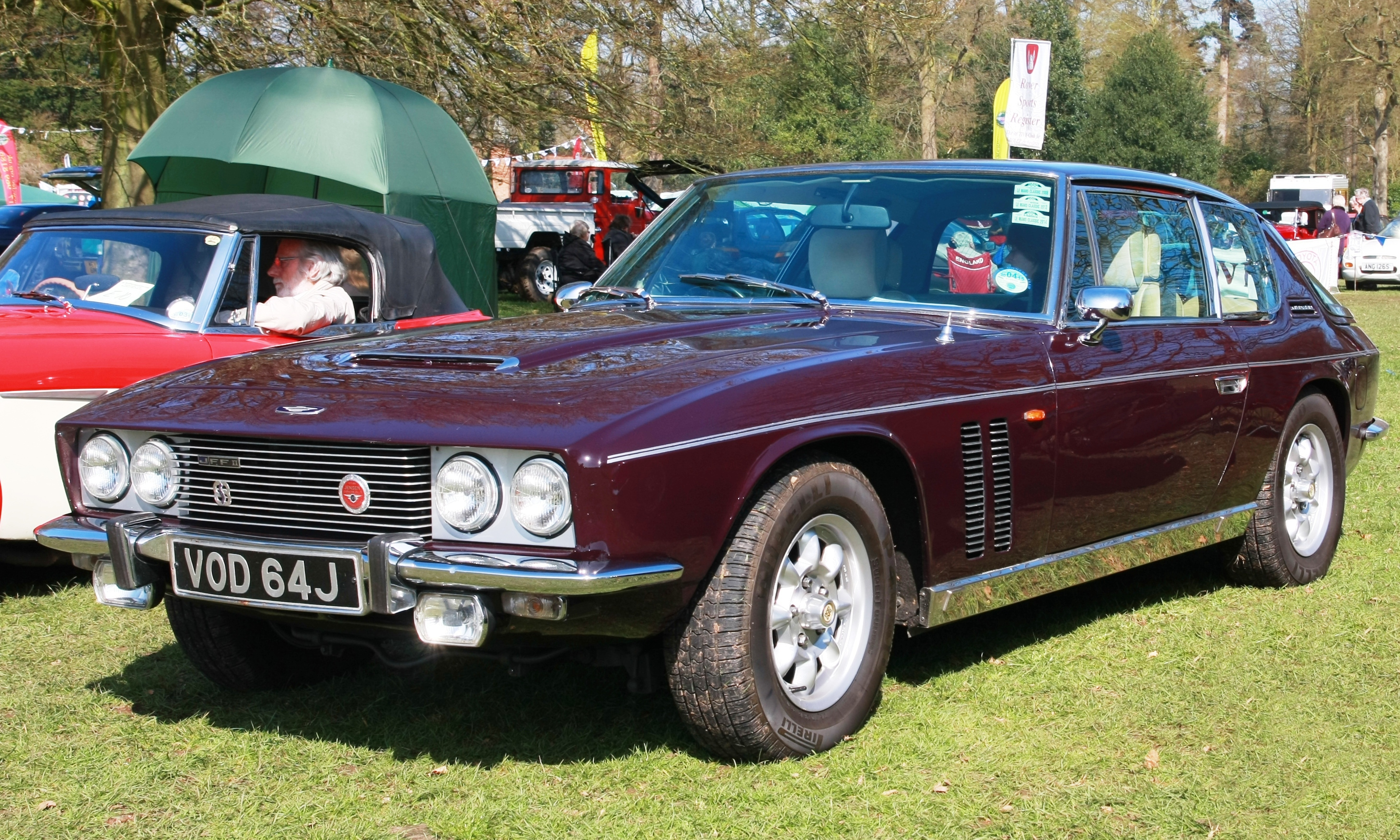
Der Jensen FF (1969)

Ebenfalls 1966 wurde der FF vorgestellt. Das Auto war technisch eine Sensation: Es war das erste Fahrzeug mit serienmäßigem Allradantrieb von Ferguson Research (ebenso eine Premiere war das hier erstmals serienmäßig eingesetzte ABS von Dunlop) – das FF stand für Ferguson Formula – und obendrein der erste in Serie produzierte Pkw der Welt mit diesem Antriebskonzept. Diese technische Revolution brachte der Firma Jensen keine großen Verkaufszahlen (es blieb bei nur rund 320 gebauten Einheiten) da ausschließlich rechtsgelenkte Autos gebaut wurden, und so wurde 1971 die Produktion des FF wieder eingestellt. Die Produktion des Interceptor wurde allerdings weitergeführt und es entstanden noch ca. 7.000 Einheiten, ausschließlich in Handarbeit. Neues Topmodell war der Jensen SP (SP steht für „Six Pack“), dessen Motor mit drei Doppelvergasern 385 PS leistete. Doch auch von diesem Modell konnten zwischen 1971 und 1973 nur insgesamt 232 Fahrzeuge verkauft werden, da der Motor die auf dem wichtigen amerikanischen Markt inzwischen eingeführten Abgasrestriktionen nicht erfüllte.

### Die Qvale-Ära

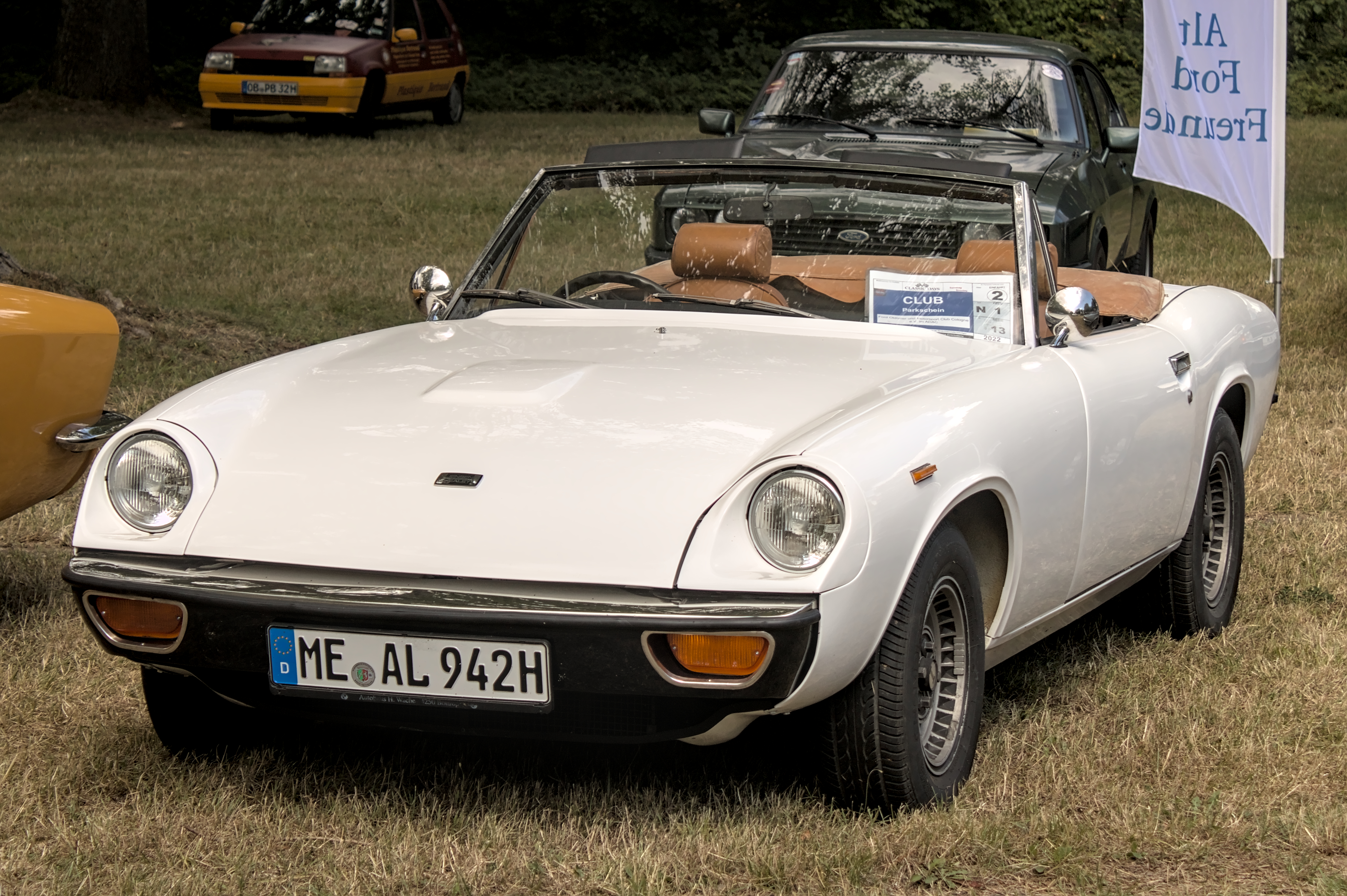
Der Jensen-Healey (ab 1972)

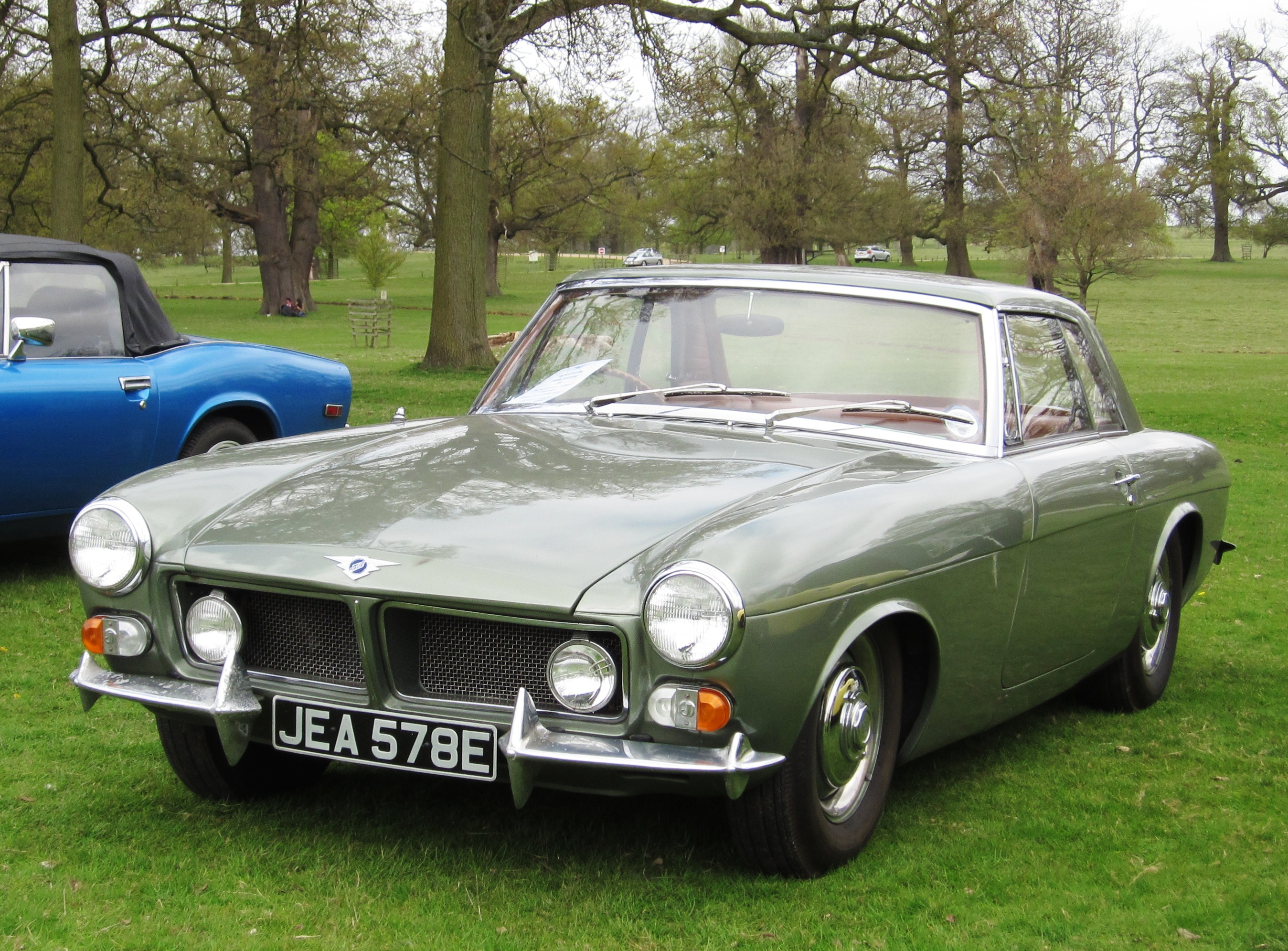
Prototyp Jensen P66 mit Chrysler-V8 von 1966

Im April 1970 stieg der Amerikaner Kjell Qvale bei Jensen Motors ein. Als Importeur hochwertiger Automobile war Qvale nach dem Produktionsende des Austin-Healey 3000, dessen Karosserie wie erwähnt bei Jensen gefertigt wurde, an einem Ersatz für diesen Sportwagen interessiert. Der dazu vorgestellte Prototyp P66 wurde jedoch nicht weiterverfolgt. Während die Produktion des Interceptors unverändert weitergeführt wurde, entwickelten die Ingenieure in Zusammenarbeit mit Donald Mitchell Healey einen zweisitzigen Roadster, der von einem Vierzylindermotor von Lotus mit 2 Liter Hubraum angetrieben wurde. Von 1972 bis 1976 wurde der Jensen-Healey mit einer Stückzahl von etwas mehr als 10.000 Exemplaren produziert. Vor allem die Fahrzeuge der ersten Serie hatten mit Qualitätsmängeln zu kämpfen, was auch an der unzureichenden Erprobung des Motors lag, der später im Lotus Esprit verwendet wurde.

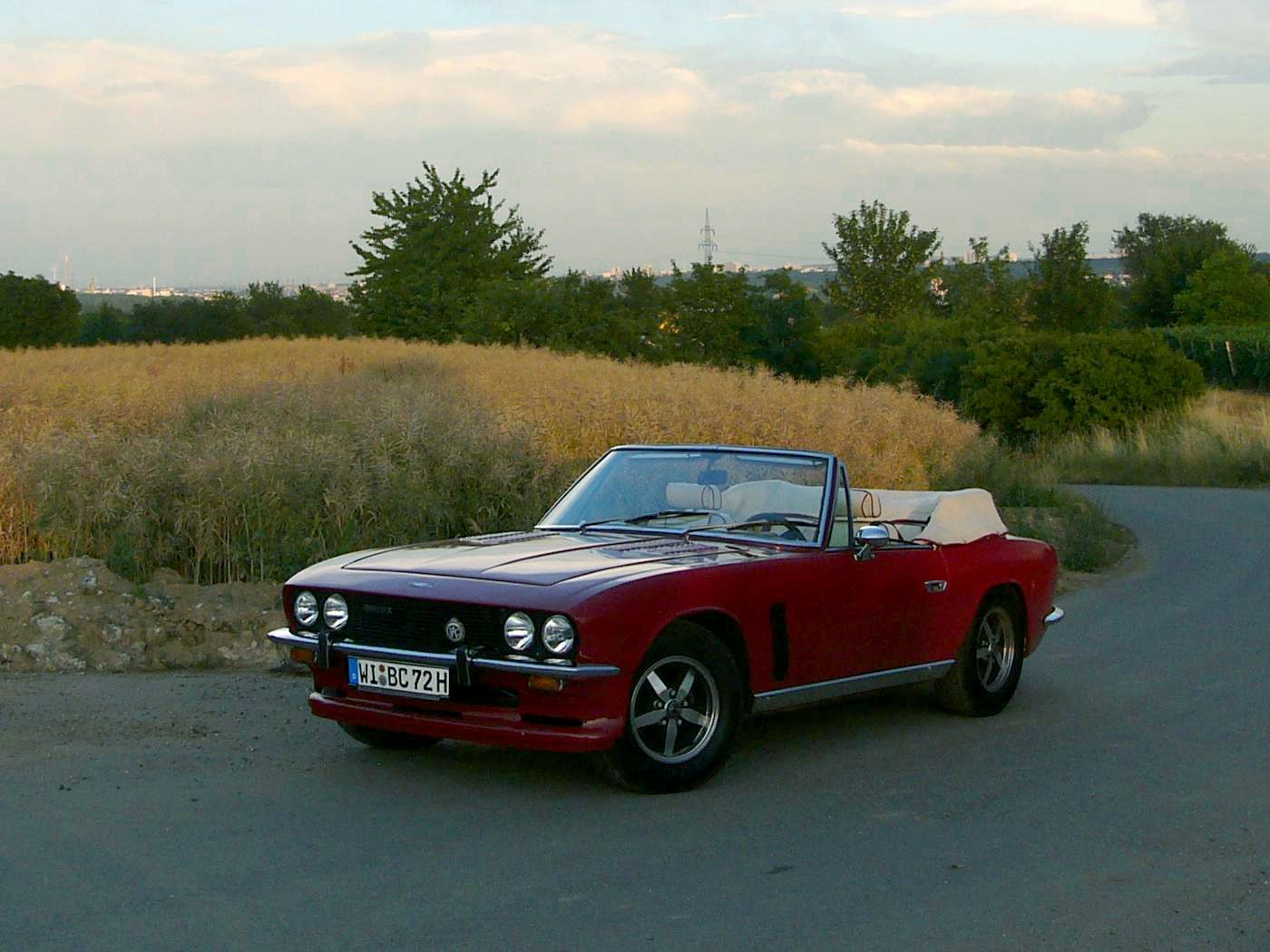
Jensen Interceptor III Convertible (1974)

Ebenfalls auf den Einfluss Qvales ist die Einführung des offenen Jensen Interceptor Convertibles im Jahr 1974 zurückzuführen. Ausstattung und Design waren auf den amerikanischen Markt zugeschnitten, wo auch mehr als zwei Drittel der gut 500 bis 1976 gebauten Fahrzeuge verkauft wurden. Teurer und noch luxuriöser als der Saloon war das Cabriolet ein Auto der Schönen und Reichen. Zu den Kunden gehörten zahlreiche Prominente, darunter auch Frank Sinatra sowie Winthrop Paul Rockefeller. Ende 1975 wurde die Interceptor-Modellreihe um das „Interceptor Coupé“ ergänzt. Von dem auf der Basis des Cabriolets entwickelten Zweitürer mit Stufenheck wurden jedoch nur noch 47 Fahrzeuge fertiggestellt.
Der ausbleibende Erfolg des als Volumenmodell geplanten Jensen-Healey führte in Verbindung mit der Ölkrise zu finanziellen Schwierigkeiten, die dazu führten, dass 1975 ein Insolvenzantrag gestellt wurde, die Geschäfte wurden jedoch zunächst weitergeführt.

### Jensen Parts and Service
Aus der Konkursmasse entstand die Firma „Jensen Parts & Service“, die den Service- und Ersatzteilmarkt betreuen sollte. Neben Vollrestaurierungen bot das Unternehmen zwischen 1983 und 1992 einen überarbeiteten Interceptor an, der als Interceptor IV verkauft und von einem 5,9-Liter-V8 von Chrysler angetrieben wurde. Nur 15 Fahrzeuge verließen die Werkshallen. Planungen für einen Interceptor V wurden nicht weiterverfolgt, als das Unternehmen 1993 endgültig liquidiert wurde.

### Wiederbelebung 1998–2002
Der nächste Versuch einer Wiederbelebung der Marke, deren Namensrechte 1997 durch die beiden Ingenieure Keith Rauer und Robin Bowler erworben worden waren, scheiterte 2002, als die Produktion des 1998 vorgestellten Roadsters Jensen S-V8 (0–100 km/h ca. 5 s, 325 PS, 70.000 €) nach 20 gebauten Exemplaren eingestellt wurde. Unvollständige Fahrzeuge wurden 2003 an das Unternehmen SV Automotive verkauft, das bis 2005 weitere 12 Jensen S-V8 fertigstellte.

### Jensen International Automotive und Jensen Motor Group
2007 stellte der Kleinserienhersteller V Eight Ltd in Zusammenarbeit mit dem auf Jensen spezialisierten Restaurierungsbetrieb Cropredy Bridge Garage eine überarbeitete Version des Interceptors mit der Modellbezeichnung Interceptor S vor. Die Fahrzeuge wurden auf Basis originaler Karosserien mit modernen Fertigungsverfahren unter Verwendung neuer Bauteile neu aufgebaut. Zur Verbesserung von Fahrleistung und Fahrverhalten wurden neben einem modernen V8-Motor (305 kW) von General Motors andere Bremsen, 17-Zoll-Felgen sowie ein modifiziertes Fahrwerk verwendet. Bis auf eine geänderte Frontschürze entsprach das Design weitgehend den originalen Fahrzeugen.
Ein von V Eight Ltd angekündigtes neues Fahrzeug mit der Modellbezeichnung Interceptor SX wurde nie fertiggestellt, das Unternehmen meldete Insolvenz an. Die im Jahr 2010 gegründete Firma Jensen International Automotive übernahm die Rechte am Interceptor S. An dem Unternehmen ist Sir Charles Dunstone beteiligt. Seitdem wird das Fahrzeug mit weiteren Änderungen als Interceptor R angeboten.
Im Februar 2015 wurde schließlich von der Jensen Motor Group, einem Unternehmen des ehemaligen Aston Martin-Teilhabers Tim Hearley, angekündigt im Jahr 2016 ein vollständig neues Modell mit der Modellbezeichnung Jensen GT auf den Markt zu bringen. An diesem Neustart der Marke soll neben der Jensen Motor Group auch Jensen International Automotive beteiligt sein.

## Modelle
- Jensen 3.5 Litre S-type (1936–1941)
- Jensen 2.2 Litre S-type (1937–1941)
- Jensen H-Type (1938–1945)
- Jensen 4 Litre PW Eight (1946–1949)
- Jensen 4 Litre PW Six (1949–1952)
- Jensen Interceptor (1950–1957)
- Jensen 541 (1954–1963)
- Jensen C-V8 (1962–1966)
- Jensen Interceptor (1966–1970)
- Jensen FF (1966–1971)
- Jensen Interceptor Mk II (1970–1971)
- Jensen SP (1971–1973)
- Jensen Interceptor Mk III (1971–1976)
- Jensen Interceptor Convertible (1974–1976)
- Jensen Interceptor Coupé (1975–1976)
- Jensen Healey Mk.1 (1972–1973)
- Jensen Healey Mk.2 (1973–1975)
- Jensen GT (1975–1976)
- Jensen Interceptor Mk IV (1983–1992)
- Jensen S-V8 (1998–2002)